# Нагаура
Нагаура или Нагаура-Сима (яп. 永浦島 нагаурадзима) — остров на юге Японии, в архипелаге Амакуса, расположенный в префектуре Кумамото. Его площадь составляет 0,79 км². Население — 151 человек (2015). Длина береговой линии составляет 8,4 км.
Высочайшая точка — 41 м.
Территориально относится к городу Камиамакуса.
Остров лежит между крупными островами Ояно и Камисима. С этими островами он соединён, соответственно, мостами Ояно (яп. 大矢野橋 Ояно-хаси) и Нака-но-хаси (яп. 中の橋, «средний мост»). Кроме того, он связан мостом с лежащим к западу от него островком Хиай (яп. 樋合島).
На острове традиционно развито рыболовство, там разводят креветок Marsupenaeus japonicus (Penaeidae) и рыбу фугу. С открытием мостов Амакусы большую роль стал играть туризм.
Около съезда с моста расположен «Центр посетителей Амакуса» с экспозицией, посвящённой природе и истории островов. Известен как место обитания крабов Uca lactea (крабов-скрипачей), живущих на ваттах.
С севера его омывает пролив Митигоэ-но-сето (яп. 満越ノ瀬戸), с юга — Икесима-но-сето.